# Márcia Salomon
Márcia Salomon é uma intérprete de alta sensibilidade e respeito ao compositor, destacando-se no cenário musical brasileiro com muita propriedade.Dona de um timbre único cheio de atitude, Márcia, ao longo da sua carreira, sempre foi e continua sendo uma voz procurada por compositores já reconhecidos no meio artístico e por novos autores. De sua formação musical desde seus primeiros passos em Itajubá e Londrina, passou por companhias de teatro, festivais e bandas até lançar três CDs pela gravadora Dabliú Discos,onde foi diretora artística por três anos: “Mundos e Fundos” (1995), produzido pelo bossa-novista Roberto Menescal, “De Lalá Pra Cá” (1999), produzido por J. C. Costa Netto e “Geminiana” (2006), produzido por Alexandre Fontanetti. 
A vontade de renovar linguagens, descobrir novas formas de interpretação, sonoridades e textos contemporâneos, levou-a a participar ativamente de saraus por São Paulo, garimpando talentos e formas de expressão diferenciadas. Foi assim que conheceu dois artistas que pensam como ela, Leandro Henrique e Fábio Roberto, os compositores que seriam os porta-vozes de seus pensamentos melódicos e poéticos.  Márcia encontrou a linguagem que queria e na via contrária, os compositores, a voz que divulgaria suas obras, resultando no quarto álbum de carreira da artista, de título “Minha Tribo”. 
Além desses compositores do circuito alternativo, o álbum conta com duas letras do consagrado letrista Fernando Brant, feitas para músicas de Leandro Henrique. No CD “Minha Tribo” a intérprete apresenta 14 canções inéditas produzidas por Edu Gomes (Cakewalking Studios), que dirigiu músicos como Arismar do Espírito Santo, Michel Freidenson, Alexandre Ribeiro, Mário Manga, Olívio Filho, entre outros. Lançando o álbum “Minha Tribo”, Márcia Salomon consolida a sua carreira de forma ousada e inovadora, fruto da inquietude artística de uma autêntica geminiana. .